# امپایر (آلاباما)
امپایر (به انگلیسی: Empire) یک منطقهٔ مسکونی در ایالات متحده آمریکا است که در شهرستان واکر، آلاباما واقع شده‌است. امپایر ۱۵۵٫۱۵ متر بالاتر از سطح دریا واقع شده‌است.